# Adrien Davy de Virville
Adrien Davy de Virville (né à Laval le 18 août 1896, et mort à Suresnes le 9 décembre 1967) est un botaniste et phycologue français.

## Éléments biographiques

### Origine
Il est marquis Davy de Virville, fils d'Adrien Davy de Virville, et d'Henriette Carteret. Il est par son père un descendant du baron de l'empire Guillaume Desazars.
Son père est membre du Comité de la Jeunesse Royaliste de la Manche à la fin du XIXe siècle et au début du XXe siècle. Impliqué dans cette organisation, il montre une préférence pour l'action des Ligues, comme le suggèrent les débats judiciaires consécutifs à un procès intenté aux dirigeants du Comité de la Jeunesse Royaliste de la Mayenne, auquel il est lié, habitant également Laval, et où il est défendu par Edmond Leblanc. Ses domiciles sont perquisitionnés en septembre 1899 à la suite des décisions du Gouvernement Pierre Waldeck-Rousseau.

### Scientifique
De 1928 à 1960, il présida la société Mayenne-Sciences, tout en assurant le cours de biologie végétale au Certificat d'études physiques, chimiques et biologiques à Paris, où il termina sa carrière comme maître de conférences en 1963. Il fut également secrétaire de rédaction, puis rédacteur en chef de la Revue de botanique, précédemment dirigée par son ancien professeur, Gaston Bonnier, ainsi que secrétaire général de la Société phycologique de France et de la Société botanique de France.
Auteur éclectique, il a publié plus d'une centaine de notes et mémoires sur des sujets variés : écologie des Bryophytes, physiologie végétale, végétation lichénologique du littoral, algues marines, notices biographiques et histoire de la botanique.
Adrien Davy de Virville est le père de l'homme d'affaires Michel de Virville.

## Publication
- Adrien Davy de Virville et coll., Histoire de la Botanique en France, Paris, CDV et SEDES réunis, 1954, 394 p.

## Source
- Marius Chadefaud, « Adrien Davy de Virville (1895-1967) », Bulletin de la Société botanique de France, vol. 115, nos 7-8,‎ 1968, p. 601-604 (DOI 10.1080/00378941.1968.10838583).